# Huron (LV-103)
Pour les articles homonymes, voir Huron (homonymie).
Le Huron (LV-103) est un bateau-phare lancé en 1920. C'est maintenant un navire-musée amarré au Huron Lightship Museum, à Port Huron, dans le comté de Saint Clair, dans le Michigan.

## Historique

### Les bateaux-phares des Grands Lacs
Huron est l'un des nombreux navires-phares qui ont été amarrés sur les eaux des Grands Lacs.
En 1832, le premier bateau-phare sur les Grands Lacs a été placé à Waugoshance Shoal, près de l'île Waugoshance. Ce bateau léger en bois était le Lois McLain. En 1851, il a été remplacé par le phare de Waugoshance, qui se trouve dans l'une des zones les plus dangereuses près du détroit de Mackinac, dans le Michigan.
Sur le lac Huron, il fut le troisième bateau-phare à être placé à Corsica Shoals, une station établie en 1893, remplaçant une bouée à gaz peu efficace. Trois navires portèrent la désignation de Huron Lightship de 1893 à 1970. Le premier était le Lightship N°61, un navire à coque en bois, peint en rouge avec des lettres blanches indiquant « Corsica Shoals » sur ses flancs, a servi de septembre 1893 à 1921. Il a été perdu lors de la tempête de 1913 sur les Grands Lacs, qui a détruit au moins 12 navires et plus de 250 vies, lorsqu'il a été arraché de ses amarres et forcé sur la pointe Edward sur la côte canadienne. L'échouage du Lightship N°61 a contribué à la perte du Matthew Andrews à Corsica Shoals. En tout état de cause, Il a été récupéré et réparé, et est resté en service jusqu'en 1920, date à laquelle il a été retiré et vendu aux enchères.
Dans la même tempête, le Buffalo (LV-82) a sombré près de Buffalo dans le lac Érié, faisant six morts. Buffalo a été récupéré et a servi dans l'United States Coast Guard jusqu'en 1936.
En 1921, le Lightship N°61 a été remplacé par le Lightship N°96, le premier navire à être appelé Huron Lightship.
En 1925, il y avait dix bateaux-phares sur les Grands Lacs. Quinze ans plus tard, seul Huron est resté. Une liste des affectations de navires-phares des Grands Lacs est disponible.

### Construction et service du bateau-phare n° 103
Huron a été construit par la Consolidated Shipbuilding Company à Morris Heights, Bronx (en), (New York].
Commandé en 1921 sous le nom de Lightship N°103, il a opéré principalement dans le sud du lac Huron, près de Port Huron et de l'embouchure de la rivière Sainte-Claire. Huron a passé les saisons 1924, 1925, 1926 et 1929 sur Grays Reef, à 6 km à l'ouest de l'île Waugoshance. Puis il a été affecté, au cours des saisons 1934 et 1935, au North Manitou Shoal, à l'emplacement du futur phare de l'île Manitou du Nord. En 1935, il a été transféré dans le onzième district pour un an, comme un navire de secours. En 1935, Huron a été repeint (avec « Huron » sur ses côtés, le côté tribord peint en rouge et le côté bâbord peint en noir) et transféré à Corsica Shoals, à environ 9,7 km au nord du Blue Water Bridge (reliant Port Huron et Sarnia, au Canada.) Le bateau-phare était équipé d'une lanterne à lentille d'acétylène de 300 millimètres, d'une corne de brume à sifflet à vapeur de 250 mm et d'une cloche à main.
Après 1945 en tant que Huron, il était le seul bateau-phare peint en noir. En 1949, il a été réaménagé au diesel avec deux moteurs GM 6-71 à six cylindres à la Defoe Shipbuilding Company de West Bay City. Après cette conversion, sa vitesse maximale était de 9 nœuds (17 km/h).
Le 7 mai 1958, le matelot Robert Gullickson, de la Garde côtière américaine, a péri lorsqu'une vague a submergé une annexe du Huron à bord duquel il se trouvait. Il est commémoré sur le navire, car il fut la seule victime au cours de ses nombreuses années de service.
Le 20 août 1970, il leva son ancre pour la dernière fois depuis Corsica Shoal. Il a été désarmé à Détroit le 25 août et a été remplacée par une bouée lumineuse sans pilote. La propriété du Huron a été transférée à la ville de Port Huron en juin suivant.

### Préservation
Mis en service en 1921, le Huron a commencé à servir de navire de secours pour d'autres bateaux-phares des Grands Lacs. Les nuits claires, sa balise pouvait être vue sur quatorze milles (23 km). Après avoir servi dans le nord du lac Michigan, le Huron a été affecté aux Corsica Shoals en 1935. Ces eaux peu profondes, à six milles (9,7 km) au nord de Port Huron, ont été le théâtre d'échouages fréquents de cargos lacustres à la fin du XIXe siècle. Une station de bateau-phare y avait été établie en 1893, car les navires habités étaient plus fiables que les bouées lumineuses. Après 1940, le Huron était le seul navire-phare sur les Grands Lacs. Retraité du service de la Garde côtière en 1970, il a été présenté à la ville de Port Huron en 1971.
Le navire est exceptionnellement bien conservé et a toujours à bord un phare et une corne de brume. Ses moteurs diesel jumeaux General Motors sont pleinement opérationnels, ayant été ramenés à la vie grâce aux efforts de mécaniciens bénévoles. La station de radio amateur NM8GS nommée « NMGS Radio Group » opère à partir du navire. Le NM8GS est une version originale de l'indicatif d'appel visuel et radio de la marine, NMGS, que le navire détenait lorsqu'il était en opération. Elle est officiellement désignée comme Amateur Radio Lighthouse Society n° USA-394.
Les moteurs ont subi des dommages alors que le navire attendait d'être transféré à la propriété de l'État. Les pistons et les cylindres ont été restaurés grâce aux contributions et aux efforts des entreprises locales et des bénévoles. Ils ont alimenté chaque partie du navire, de l'éclairage à la corne de brume. Pour les maintenir en état de marche, ils sont opérés tous les trente jours. Huron était le dernier navire de ce type. C'est le plus petit navire-phare survivant et il est représentatif de la classe des 96 pieds (29 m).
Il a été classé au registre national des lieux historiques le 12 juillet 1976  et nommé National Historic Landmark le 20 décembre 1989.